# 巴尔宾
巴尔宾是德国巴伐利亚州的一个市镇。总面积30.52平方公里，总人口5145人，其中男性2568人，女性2577人（2011年12月31日），人口密度169人/平方公里。